# Leptotarsus quadriniger
Leptotarsus quadriniger là một loài ruồi trong họ Tipulidae. Chúng phân bố ở miền Ấn Độ - Mã Lai.